# Honschaft Stockum
Die Honschaft Stockum war vom Mittelalter bis in das 19. Jahrhundert hinein eine von 11 Honschaften im Hauptgericht Kreuzberg des Amtes Angermund im Herzogtum Berg. Das Gebiet der Honschaft liegt heute in der nordrhein-westfälischen Stadt Düsseldorf, Stadtteil Stockum.
Im Zuge einer Verwaltungsreform innerhalb des Großherzogtums Berg wurde 1808 die Bürgermeisterei Kaiserswerth gebildet. Die Honschaft Stockum bildete im 19. Jahrhundert daraufhin zusammen mit der Honschaft Lohausen die Spezialgemeinde Lohhausen und Stockum in der bergischen Bürgermeisterei Kaiserswerth im Landkreis Düsseldorf des Regierungsbezirks Düsseldorf innerhalb der preußischen Rheinprovinz. Laut der Statistik und Topographie des Regierungsbezirks Düsseldorf von 1832 gehörten zu der Spezialgemeinde Lohhausen und Stockum das Dorf Lohhausen, das Rittergut Lohhauserhaus, die Ackerhöfe Spielberg, Luft, Nagelshof, Neuenhof, der Tagelöhner-Wohnplatz Gerichtsschreibers Haus, der Ackerhof Leuchtenberg, das Dorf Stockum, das Wirtshaus Schnellenburg und der Ackerhof am Staat (originale Schreibweise). Seit 1909 gehört Stockum zur Stadt Düsseldorf.